# Conte du malheur
Le Conte du malheur (connu également sous le nom de Lettre de Wermai ou papyrus Moscou 127), est un document égyptien de la fin de la XXe dynastie à la XXIIe dynastie, faisant partie d'une collection de trois papyrus comprenant l'Onomasticon d'Aménémopé et l'Histoire d'Ounamon.
Comme les deux autres papyrus de Vladimir Golenichtchev, le papyrus a été découvert en 1890 à El Hibeh, en Égypte, et est actuellement conservé au Musée des Beaux-Arts Pouchkine de Moscou. Le papyrus est un « manuscrit hiératique complet, indemne, absolument sans équivalent ».
Cependant, en raison de sa lecture complexe, de son vocabulaire et de son intelligibilité, il a été considéré pendant de nombreuses années comme « désespérément obscur » et n'a pas été publié avant la première édition de 1961 de Mikhail Aleksandrovich Korostovtsev.
Le papyrus raconte l'histoire d'un grand prêtre d'Amon d'Héliopolis, Ouermai, fils de Huy, qui, après avoir été expulsé de sa ville, trouve refuge dans la « grande oasis ». Selon le papyrus, il a un conflit, impliquant des céréales, avec un adversaire quelque peu obscur, désigné comme « le maître » (nb), et son bâton (isty).
L'histoire est présentée comme une lettre de plainte, ou plutôt d'appel, écrite par Ouermai à son « frère », le scribe royal, Ousermaâtrênakht. Ousermaâtrênakht est prié d'envoyer la lettre à un bienfaiteur inconnu, que l'on croit être le roi, qui, selon Wermai, viendra à son secours.
En 1962, Gerhard Fecht a publié une théorie selon laquelle l'histoire était en fait un roman à clef, contenant des références voilées à la suppression d'Amenhotep par le vice-roi de Nubie Panéhésy.